# Maison des Humanités
 (juin 2025).
La Maison des Humanités (MDH) est un projet de parc culturel.

## Le projet de Maison des Humanités
Ce projet novateur dans sa conception a été élaboré par Philippe Houdy, ancien président de l'université d'Evry.
Il a pour objectif de faire connaitre et de mettre en convergence les cultures mondiales dans le respect de leurs diversités. Il s'adresse principalement aux jeunes mais aussi à tout public.
La Maison des Humanités sera organisée autour de trois espaces d'attraction: la maison elle-même, un parc et un espace ludique.
La maison est un lieu d'accueil pour conduire une réflexion adaptée à l'âge des visiteurs sur les arts, les sciences, les lettres, les idéaux et les heures sombres de l'humanité.
Le parc est composé des jardins du monde, de bois et d'espaces ludiques.
Ce parc culturel aura pour objectif de  permettre le développement d'une culture de la paix.

## L'Association des Amis de la Maison des Humanités
L'Association des Amis de la Maison des Humanités (AAMDH) a pour but de promouvoir la Maison des Humanités.
Son site officiel renseigne sur l'évolution du projet et donne la possibilité d'adhérer.

## Historique
- L'Association des Amis de la Maison des Humanités a été créée le 13 septembre 2011[5].
- La première assemblée générale de l'Association des Amis de la Maison des Humanités a eu lieu le 9 juin 2012 [6].
- La pose de la première pierre[7] de la Maison des Humanités est prévue en 2020.